# Системи розроблення багатопластових родовищ нафти
Системи розроблення багатопластових родовищ — залежно від порядку введення експлуатаційних об'єктів у розроблення виділяють дві групи систем розроблення багатопластового нафтового родовища: системи одночасного розроблення об'єктів і системи послідовного розроблення об'єктів.
- Системи одночасного розроблення об'єктів. Перевага систем одночасного розроблення об'єктів — це можливість негайного використання запасів усіх об'єктів після їх розбурювання. Реалізувати ці системи можна за одним із трьох варіантів:

1. Роздільне розроблення — це система розроблення, коли кожний об'єкт експлуатується самостійною сіткою свердловин; потребує великої кількості свердловин, що потребує значних капітальних вкладень. Може застосовуватися за наявності високопродуктивних об'єктів і можливості швидкого їх розбурювання. Перевага — забезпечення надійного контролю за процесом розроблення і його регулювання.
2. Сумісне розроблення — це система розроблення, за якої два або більше пластів як окремий експлуатаційний об'єкт розробляються єдиною сіткою видобувних і нагнітальних свердловин. Можливі її підваріанти: із збільшенням кількості видобувних свердловин на малопродуктивні об'єкти та із збільшенням кількості нагнітальних свердловин на малопродуктивні об'єкти. Перевага — забезпечення високих поточних рівнів видобутку за заданої кількості свердловин. Проте в основному спостерігається нерегульоване розроблення пластів, що призводить до погіршення техніко-економічних показників.
3. Сумісно-роздільне розроблення — це система розроблення, за якої видобувні свердловини обладнують устаткуванням для одночасно-роздільної експлуатації, а нагнітальні свердловини — устаткуванням для одночасно-роздільного нагнітання води. Вона дає змогу подолати недоліки перших двох варіантів, зберігаючи при цьому їх перевагу.
- Системи послідовного розроблення об'єктів. Системи послідовного розроблення об'єктів можна реалізувати за такими основними варіантами:

1. Розроблення зверху вниз, за якої кожний нижче розміщений об'єкт експлуатується після вищерозміщеного. Стара система, яка нині визнана в основному нераціональною, оскільки затримує розвідку і розроблення нижче розміщених об'єктів, збільшує обсяги буріння та витрату металу на обсадні труби, підвищує небезпеку порушення правил охорони надр вищерозміщених об'єктів під час розбурювання нижчерозміщених об'єктів.
2. Розроблення знизу вверх, за якої починають розробляти об'єкти з нижнього, так званого опорного (базового) об'єкта, а потім переходять на поворотні об'єкти. За наявності багатьох об'єктів за базові об'єкти вибирають найзначніші та найпродуктивніші об'єкти з достатньо великими запасами нафти, а за поворотні — решту об'єктів. Тоді приступають до розроблення базових об'єктів, таким чином не затримують експлуатацію вищерозміщених високопродуктивних об'єктів з великими запасами.
Кращі показники можуть бути досягнуті комбінацією усіх названих варіантів систем розроблення багатопластового родовища.